# كروفورد ألان
كروفورد ألان (بالإنجليزية: Crawford Allan)‏ هو حكم كرة قدم بريطاني، ولد في 16 مايو 1967.